# جون ويبستر توماس
جون ويبستر توماس (بالإنجليزية: John Webster Thomas)‏ هو لاعب كرة قدم أمريكية أمريكي، ولد في 13 فبراير 1900 في أوتشيدان في الولايات المتحدة، وتوفي في 19 أغسطس 1977 في وودستوك في الولايات المتحدة.